# Circondario di Corleone
Il circondario di Corleone era uno dei quattro circondari in cui era suddivisa la provincia di Palermo, esistito dal 1861 al 1927.

## Storia
Con l'Unità d'Italia (1861) la suddivisione in province e circondari stabilita dal Decreto Rattazzi fu estesa all'intera Penisola.
Il circondario di Corleone fu abolito, come tutti i circondari italiani, nel 1927, nell'ambito della riorganizzazione della struttura statale voluta dal regime fascista.

## Suddivisione
Nel 1863, la composizione del circondario era la seguente:
1. Mandanento I di Bisacquino
  - Bisacquino, Campofiorito, Contessa
2. Mandamento II di Chiusa Sclafani
  - Chiusa Sclafani, Giuliana
3. Mandamento III di Corleone
  - Corleone, Roccamena
4. Mandamento IV di Prizzi
  - Palazzo Adriano, Prizzi